# Halina Benedyk

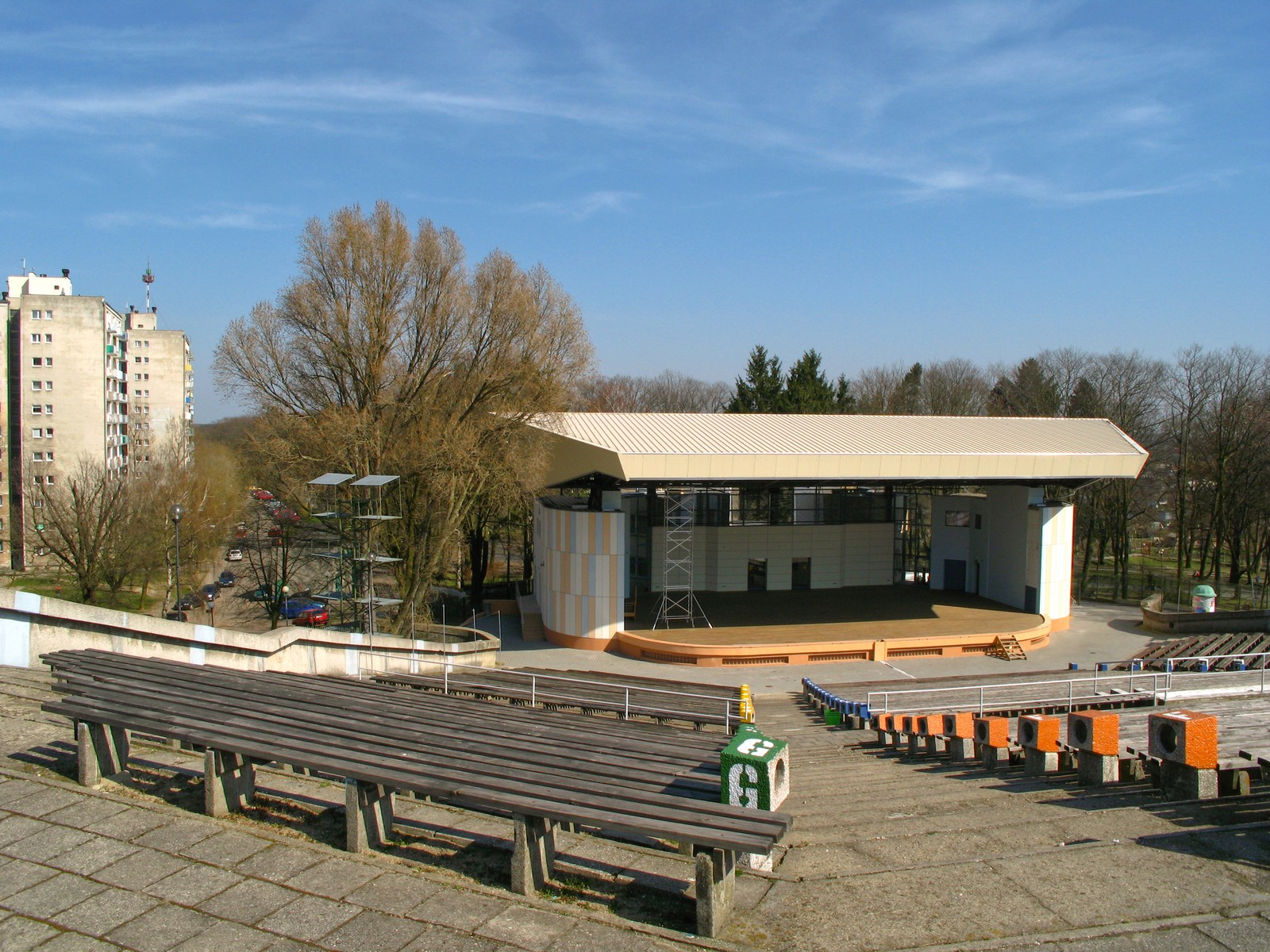
Amfitheater Anna German Zielona Góra

Halina Benedyk (Poznań, 24 juli 1967) is een Poolse zangeres.

## Biografie
Na het afronden van haar studie in viool en de fluit trad ze in 1983 voor het eerst op bij het Sovjet Song Festival dat van 1965 tot 1989 jaarlijks in het Anna German-amfitheater in Zielona Góra gehouden werd. Na dit optreden werd ze gevraagd om een duet op te nemen met de Italiaanse zanger Marco Antonelli, wat resulteerde in het nummer Frontiera. Hierna werd ze lid van het orkest van Zbigniewa Górnego waarmee ze een tijd lang rondreisde door Polen. In 1987 bracht ze het nummer Mamy po 20 lat uit. Deze won de Poolse Nagrodę Publiczności (publieksprijs) en werd verkozen tot het beste lied van 1987. Van 1990 tot 1993 woonde ze vanwege het werk van haar man, orkestleider Alexander Maliszewskiego, in Zwitserland. In 2011 nam ze samen met Marco Antonelli een nieuw album op dat vernoemd werd naar hun duet van zesentwintig jaar ervoor, Frontiera.

## Discografie

### Albums
| Jaar | Albumtitel             |
| ---- | ---------------------- |
| 2011 | Frontiera              |
| 2005 | Cudowne są święta      |
| 1997 | Dajmy dzieciom uśmiech |
| 1995 | Halina Benedyk         |
| 1988 | Mój koncert            |
| 1987 | Tańcz dla mnie         |

### Singles
| Jaar | Titel                    |
| ---- | ------------------------ |
| 2005 | Ja Pana kocham           |
| 2004 | Zapisane mamy w niebie   |
| 2002 | Hej Mikołaju             |
| 2001 | Najlepsza Mama jaką znam |
| 1998 | Dzwonku dzwoń            |
| 1988 | Mamy po 20 lat           |
| 1984 | Frontiera                |